# 努斯蒂
努斯蒂（法語：Nousty，法語發音：[nusti]）是法国大西洋比利牛斯省的一个市镇，位于该省东部，属于波城区。

## 地理
努斯蒂（43°16'2"N, 0°12'39"W）面积9.7 平方千米，位于法国新阿基坦大区大西洋比利牛斯省，该省份为法国东南部省份，涵盖了贝阿恩与北巴斯克，西临大西洋比斯開灣，北至朗德省，东北接热尔省，东临上比利牛斯省，南与西班牙接壤。
与努斯蒂接壤的市镇（或旧市镇、城区）包括：昂端、昂加伊斯、阿尔蒂格卢唐、博埃伊-伯赞、利芒杜斯、苏穆卢。

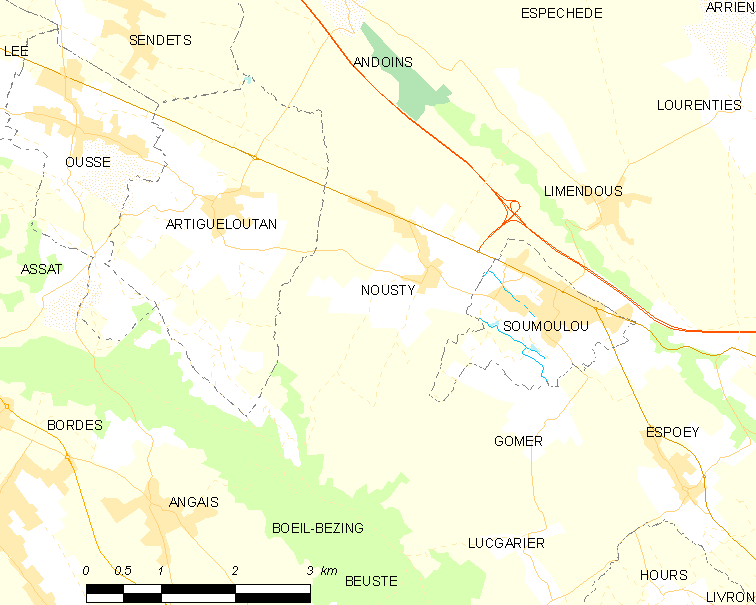
努斯蒂的OSM定位图

努斯蒂的时区为UTC+01:00、UTC+02:00（夏令时）。

## 行政
努斯蒂的邮政编码为64420，INSEE市镇编码为64419。

## 政治
努斯蒂所属的省级选区为乌斯河与拉关河河谷县。

## 人口

1962-2008年间努斯蒂人口变化图示

努斯蒂于2022年1月1日时的人口数量为1591人。